# Dorneni (gmina Vultureni)
Dorneni – wieś w Rumunii, w okręgu Bacău, w gminie Vultureni. W 2011 roku liczyła 98 mieszkańców.